# Larry Norred
Larry Ross Norred (Piggott (Arkansas), 17 juni 1951) is een Amerikaans componist, arrangeur, muziekpedagoog en pianist.

## Levensloop
Norred groeide op in zijn geboortestad. Hij studeerde muziektheorie, muziekopleiding, compositie en piano aan de Bayloruniversiteit in Waco (Texas, waar hij zijn Bachelor of Music behaalde. Hier speelde hij mee in de Baylor University Golden Wave College Band. Vervolgens studeerde hij aan de Universiteit van Miami in Coral Gables en behaalde aldaar zijn Master of Music. Norred was een van de eerste gradueerden binnen het "Music Merchandising program" van de componist en muziekpedagoog Alfred Reed aan de Universiteit van Miami.
Hij was jarenlang tweede voorzitter in het bestuur van de muziekuitgeverij Jenson Publications in Milwaukee (Wisconsin). In het begin van de jaren 1980 ontwierp hij geïntegreerde publicatiesoftware en het maakte het mogelijk op deze manier meer dan 2500 publicaties per jaar voor de muziekuitgeverij Jenson te produceren.
Verder ontwierp hij de commerciële jazzimprovisatiesoftware Changes98 en maakte de download toegankelijk in het internet. Dit programma wordt vooral ingezet bij de scholen in de Verenigde Staten.
Samen met Diane Bucy Freeman (zangeres), Van Taylor (drumstel), Matt Jackson (elektrische basgitaar) vormt hij als pianist en keyboarder de "Larry Norred combo".
Als componist en arrangeur heeft hij meer dan 300 gepubliceerde werken voor big band, jazzensemble, harmonieorkest en koren op zijn naam staan.

## Composities

### Werken voor harmonieorkest
- 1984 Bobby Sox Saturday Night
- 1984 Fanfare and Variations on "Amazing Grace"
- 1988 Fantasy on An Irish Hymn Tune
- 2007 The Pride (March)
- Almighty King
- Broadway's Classics
- Manger Carol
- Rock On Band!
- The Gremlin Rag
- Victor! (Concert March)
- We Are The World

### Werken voor jazzensemble
- Amber Waves
- C Jane Dance
- Take me Out to the Ball Game

### Werken voor piano
- Holy Grail

### Pedagogische werken
- First Concepts Warm-ups